# Bucephalus polymorphus
Bucephalus polymorphus är en plattmaskart. Bucephalus polymorphus ingår i släktet Bucephalus och familjen Bucephalidae. Inga underarter finns listade i Catalogue of Life.

## Bildgalleri

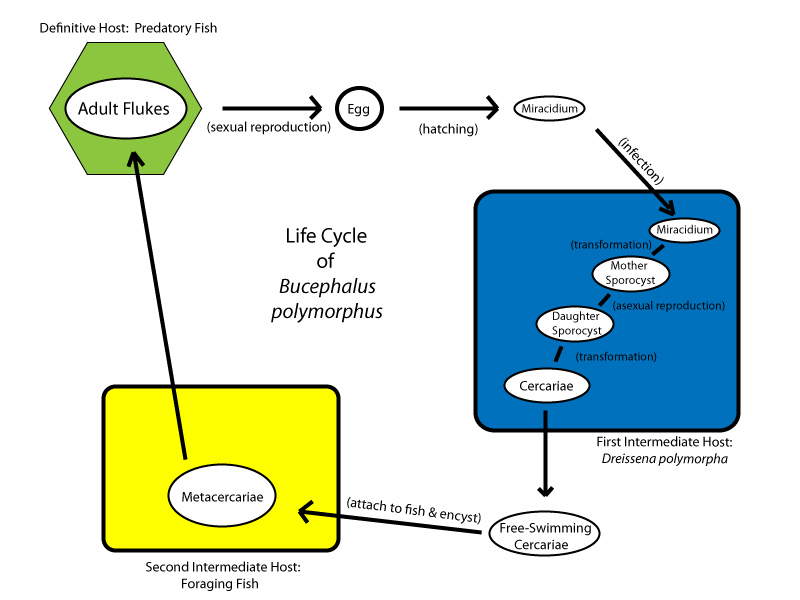